# Jiangxi
Jiangxi (wymowaⓘ; chiń. upr. 江西; chiń. trad. 江西; pinyin Jiāngxī; Wade-Giles Chiang-hsi; dosł. „Na Zachód od rzeki Jangcy”) – prowincja ChRL położona w południowo-wschodniej części kraju, rozciągająca się między Jangcy na północy, a górami na południu.
W prowincji rozwinął się przemysł spożywczy, włókienniczy, maszynowy, metalowy, cementowy, papierniczy oraz drzewny.
Ludność prowincji zajmuje się uprawą ryżu, pszenicy, rzepaku, orzeszków ziemnych, sezamu, bawełny, juty, herbaty, cytrusów.

## Podział administracyjny
| Mapa                    | Lp.        | Nazwa    | Chiński        | Hanyu pinyin        | Siedziba |
| ----------------------- | ---------- | -------- | -------------- | ------------------- | -------- |
|                         |            |          |                |                     |          |
| – Prefektury miejskie – |            |          |                |                     |          |
| 1                       | Nanchang   | 南昌市   | Nánchāng Shì   | Dzielnica Donghu    |          |
| 2                       | Fuzhou     | 抚州市   | Fǔzhōu Shì     | Dzielnica Linchuan  |          |
| 3                       | Ganzhou    | 赣州市   | Gànzhōu Shì    | Dzielnica Zhanggong |          |
| 4                       | Ji’an      | 吉安市   | Jí’ān Shì      | Dzielnica Jizhou    |          |
| 5                       | Jingdezhen | 景德镇市 | Jǐngdézhèn Shì | Dzielnica Zhushan   |          |
| 6                       | Jiujiang   | 九江市   | Jiǔjiāng Shì   | Dzielnica Xunyang   |          |
| 7                       | Pingxiang  | 萍乡市   | Píngxiāng Shì  | Dzielnica Anyuan    |          |
| 8                       | Shangrao   | 上饶市   | Shàngráo Shì   | Dzielnica Xinzhou   |          |
| 9                       | Xinyu      | 新余市   | Xīnyú Shì      | Dzielnica Yushui    |          |
| 10                      | Yichun     | 宜春市   | Yíchūn Shì     | Dzielnica Yuanzhou  |          |
| 11                      | Yingtan    | 鹰潭市   | Yīngtán Shì    | Dzielnica Yuehu     |          |